# Mirnyj (Sacha)
Mirnyj in russo Мирный?, anche traslitterata come Mirny) è una città della Russia situata nella Siberia orientale, nella Repubblica Autonoma della Jacuzia, capoluogo amministrativo (dal quale è però formalmente separata) dell'ulus (distretto) Mirninskij. La città è situata 820 chilometri a ovest del capoluogo Jakutsk, sul fiume Ireljach, ed è servita da un aeroporto.

## Storia
La città venne fondata nel 1955 subito dopo la fine della costruzione della strada che la collega a Lensk, in seguito alla scoperta del più grande giacimento di diamanti nel mondo, che è situato sotto il cratere di Popigai. Mirnyj ricevette lo status di città nel 1959, solo quattro anni dopo.
La città è a ridosso della miniera di diamanti che ne ha causato il rapido sviluppo, questa è ora un grande buco conico di 1200 metri di larghezza e 525 di profondità. Mirnyj in primo momento si sviluppò rapidamente e raggiunse quasi i 40 000 abitanti nel 2002, avendo poi lieve calo di popolazione. 
| 1959  | 1970   | 1979   | 1989   | 1992   | 2002   | 2007   | 2010   | 2020   |
| ----- | ------ | ------ | ------ | ------ | ------ | ------ | ------ | ------ |
| 5 700 | 23 800 | 30 500 | 38 800 | 39 400 | 39 981 | 38 100 | 35 994 | 35 390 |